# Atari TT

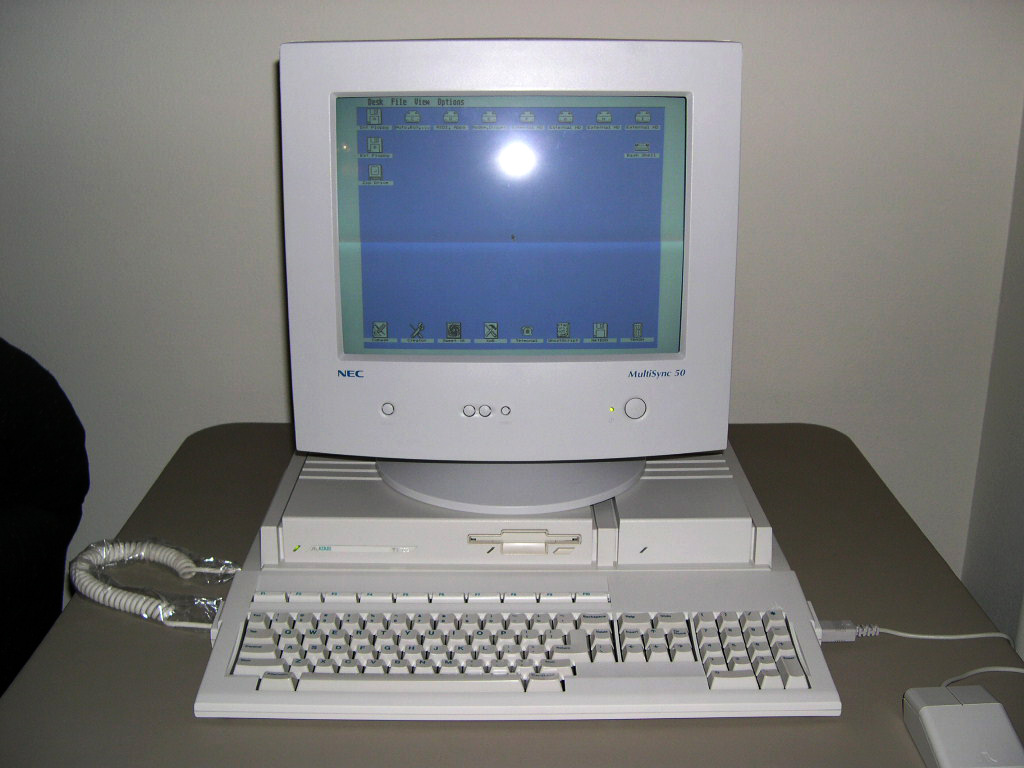
Atari TT030

Atari TT030 (Thirtytwo/Thirtytwo für den Datenbus und 030 für die CPU) ist die Typenbezeichnung für eine Computerbaureihe der Herstellerfirma Atari Corporation, die zwischen 1990 und 1994 hergestellt wurde.
Ataris für den professionellen Einsatz konzipierte Rechner sind ausgestattet mit Prozessoren des Typs Motorola 68030 und Gleitkomma-Koprozessoren Motorola 68882. Der CPU-Takt sollte ursprünglich bei 16 MHz (der doppelten Frequenz der Atari-ST-Computer) liegen, in Konkurrenz zum Commodore Amiga 3000 (25 MHz) wurde er dann doch – allerdings nur am Prozessor selbst – auf 32 MHz erhöht. Der Rest des Systems wurde weiterhin mit 16 MHz getaktet.

## Arbeitsspeicher
Eine Besonderheit beim TT ist die Aufteilung des Arbeitsspeichers in zwei nicht zusammenhängende Bereiche, ähnlich wie beim Commodore Amiga. Diese Aufteilung resultiert aus der Vorgabe, den TT so kompatibel wie möglich zu seinem Vorgänger, dem ST, zu machen; gewissermaßen enthält der TT ein ST-Subsystem:
- Das ST-RAM liegt an derselben Adresse wie beim Vorgängermodell ST, also innerhalb der ersten 16 MByte im Adressraum. In diesem Speicher liegt auch der Bildspeicher (Video RAM), so dass die CPU beim Zugriff ein wenig abgebremst wird. Einige ST-kompatible Peripheriebausteine, etwa der ST-DMA-Chip, können nur auf diesen Speicher zugreifen. Der TT ist ohne ST-RAM nicht lauffähig, er wurde mit 2 oder 4 MByte geliefert, die über Steckkarten bis auf 10 MByte erweiterbar waren. Dabei befinden sich immer 2 MByte direkt auf der Hauptplatine.[2]
- Das TT-RAM, auch Fast-RAM genannt, steht direkt der CPU zur Verfügung, welche daher verzögerungsfrei darauf zugreifen konnte. Zugriffe in diesen Speicher sind also in der Regel deutlich schneller, je nach Anwendung. Atari lieferte die TTs meist mit 2 MB ST-RAM und 4 MB TT-RAM aus; je nach Karte (Fremdhersteller) sind zwischen 4 und 256 MB möglich. Der TT ist auch ohne TT-RAM lauffähig.

## Anwendungsgebiete
Die speziell für den TT programmierte Software und die von Atari oder Drittanbietern angebotene Hardware (Grafik- und Soundkarten, hochauflösende Großbildschirme) machten den TT hauptsächlich im Desktop-Publishing, MIDI-/Musik- sowie Büroanwendungen interessant. Ein Beispiel dafür ist die DTP-Software Calamus, die heute zwar hauptsächlich auf Windows-basierten PCs und Apple-Macintosh-Computern mittels Emulatoren benutzt wird, aber immer noch nativ auf TTs benutzt werden kann (sofern die aktuellen Calamus-Anforderungen an Bildschirmauflösung und Farbtiefe vom TT erfüllt werden).

## Revisionen
Im Wesentlichen wurden zwei Revisionen des TT gefertigt:
- Die ersten Modelle haben unter dem Plastikgehäuse einen Blechkäfig als Abschirmung. Dieser ist ungünstig gestaltet, so dass die Nachrüstung mit einer RAM-Steckkarte mit Blechschneidewerkzeug erfolgen muss. Der Prozessor sitzt nicht direkt auf der Hauptplatine, sondern auf einem sogenannten Daughterboard, hier wird die Taktverdopplung von 16 auf 32 MHz vorgenommen. Vereinzelt sollen auch Vorserienmodelle ohne Taktverdopplung existieren. Die ersten TTs haben alle ein DD-Diskettenlaufwerk (nominell 720 kB). Die Rechner wurden mit TOS 3.01 im ROM geliefert.
- Die neueren Modelle haben als Abschirmung ein rötlich-braune Beschichtung auf der Innenseite des Plastikgehäuses, der Blechkäfig entfällt daher. Die CPU befindet sich nun direkt auf der Hauptplatine, außerdem wurde die Festplatten-Abdeckung mechanisch geändert, so dass die Deckel zwischen den Geräte-Revisionen nicht austauschbar sind. Die neueren TTs haben HD-Diskettenlaufwerke (nominell 1,44 MB). Die neueren TTs wurden mit TOS-ROMs 3.05 oder 3.06 ausgeliefert.[1]

## Massenspeicher
Eingebaut sind bei alten TTs (den sogenannten Daughterboard-TTs) ein DD-Diskettenlaufwerk, bei neueren ein HD-Diskettenlaufwerk (1,44 MB). In jedem Fall aber eine SCSI-Festplatte – ab Werk meist mit 48 oder 80 MB Speicherplatz. Extern können ein zusätzliches Diskettenlaufwerk (SF314, SF354, PCF554 oder fremde Laufwerke), ACSI-Festplatten (Ataris Megafile-Serie), SCSI-Fest- und Wechselplatten und auch SCSI-CD-ROM-Laufwerke angeschlossen werden.

## Betriebssystem
Am TT kommt Ataris bekanntes Betriebssystem TOS (The Operating System) in den Versionen 3.01, 3.05 oder 3.06 zum Einsatz. Geplant war auch ein TT mit einer UNIX-Variante unter dem Namen TT/X. Prototypen des TT/X wurden u. a. auf der ATARI-Messe in Düsseldorf vorgestellt. Es handelte sich dabei um ein Unix-System-V-Version-4-kompatibles System, seinerzeit eines der ersten SVR4-Systeme überhaupt. Die endgültige Version, erhältlich auf Tape oder Festplatte, wurde Ende 1990 lediglich an einige Entwickler ausgeliefert, aber nie an Endkunden.

## Anschlüsse

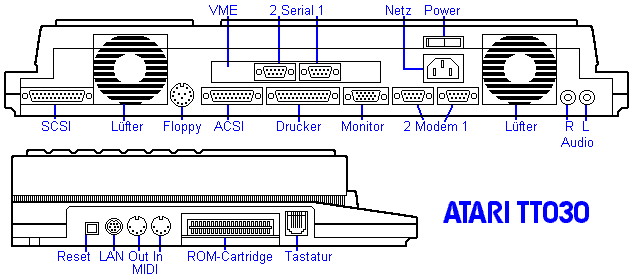
Anschlüsse des TT

- Tastatur: Ataris Spezial-Tastaturen kommen hier hinein (6-poliger Westernstecker)
- LAN: bisher ungenutzte serielle Schnittstelle im Mini-DIN-Format – laut Atari AppleTalk-fähig, was sich aber nur auf die elektrischen Spezifikationen bezieht, Mac-Vernetzungs-Software war dafür nie verfügbar.
- MIDI in / MIDI out: Schnittstelle für Musikgeräte und Sequenzer (je fünfpolige DIN-Anschlüsse)
- ROM-Port: Hauptsächlich Programm-Module oder Scanner-Interfaces werden hier angeschlossen (40polige Platinenstecker-Buchse)
- Audio R/L: Damit findet der TT Anschluss bei Verstärkern etc.
- Serial 1 / Serial 2 / Modem 1 / Modem 2: Vier serielle Schnittstellen mit unterschiedlichen Übertragungsraten. Alle im D-SUB-9-Format. Die beiden mit „Serial“ beschrifteten Anschlüsse befinden sich auf der Abdeckblende für den VMEbus, an den beispielsweise hochauflösende Grafikkarten angeschlossen werden können.
- Monitor: Standard-VGA-Ausgang
- Printer: Standard-Parallel-Port (D-SUB 25)
- DMA (ACSI): Atari-spezifische Schnittstelle zum Anschluss von Fest-/Wechselplatten und den speziellen Laserdruckern aus Ataris SLM-Serie – D-SUB 19
- Floppy: Atari-spezifische Schnittstelle für externe Diskettenlaufwerke (DIN 14pol.)
- SCSI: Universelle SCSI-1-Schnittstelle (25pol D-SUB)
- Maus/Joystick (beide an der Tastatur): je eine neunpolige Buchse für die Steuerungen.

## Peripherie
Die nachfolgende Peripherie wurde speziell für den Atari TT und teilweise auch für Ataris PC-Serie entwickelt.

### Bildschirm-Auflösungen und Monitore
- PTM144: 14 Zoll, 640×350, 640×400, 640×480, Graustufen
- PTM145: 14 Zoll, 640×400, 640×480, Graustufen
- PTC1426: 14 Zoll, 320×200, 640×200, 640×480, Farbe
- TTM194: 19 Zoll, 1280×960, monochrom, ECL-Signal
- TTM195: 19 Zoll, 1280×960, monochrom, ECL-Signal

Ansonsten kann bis auf die Monitore der größte Teil der ST-Peripherie genutzt werden.